# Exochomoscirtes bimaculatus
Exochomoscirtes bimaculatus – gatunek chrząszcza z rodziny wyślizgowatych i podrodziny Scirtinae.
Gatunek ten opisany został po raz pierwszy w 1916 roku przez Maurice’a Pica. Jako miejsce typowe wskazał on Jawę. W 2010 roku Rafał Ruta i Hiroyuki Yoshitomi dokonali jego redeskrypcji.
Chrząszcz o półkulistym, silnie wypukłym ciele długości 3,75 mm i szerokości 3,1 mm. Porośnięty jest żółtawymi, półwzniesionymi szczecinkami. Głowa jest brązowawoczarna, gęsto punktowana, zaopatrzona w duże, wyłupiaste oczy złożone i brązowe, nitkowate czułki, których człony od czwartego do siódmego są półtora raza dłuższe niż człon trzeci. Narządy gębowe są brązowe. Przedplecze brązowawoczarne, jest lekko wypukłe, gęsto punktowane. Kąty przednio-boczne ma nieco rozwarte, zaś tylno-boczne są ostre. Odległości między punktami na przedpleczu i tarczce są mniej więcej równe ich średnicom. Pokrywy są szeroko owalne, najszersze pośrodku, brązowawoczarne z parą dużych, owalnych plam w przedniej połowie, sięgających ich nasadowych krawędzi. Punktowanie pokryw jest silniejsze niż przedplecza, a odległości między punktami wynoszą od połowy do całej ich średnicy. Odnóża są brązowe. Tylna ich para ma na goleniach dwie ostrogi, z których dłuższa jest prawie prosta i niemal tak długa jak pierwszy człon stopy, a krótsza jest lekko zakrzywiona i trzykrotnie krótsza od dłuższej. Odwłok ma rzadko oszczecinione środkowe części dwóch pierwszych z widocznych sternitów (wentrytów) i ścięty brzeg wierzchołkowy piątego z nich. Genitalia samicy cechuje krótki i dość szeroki prehensor połączony szerokim kanalikiem ze sklerytem torebki kopulacyjnej.
Owad orientalny, endemiczny dla Indonezji, znany tylko z wyspy Jawa.